# Mārkalnes pagasts
Mārkalnes pagasts er en territorial enhed i Alūksnes novads i Letland. Pagasten havde 428 indbyggere i 2010 et 374 indbyggere i 2016 og omfatter et areal på 123,38 kvadratkilometer. Hovedbyen i pagasten er Mārkalne.